# Maďarská strana pracujících
Maďarská strana pracujících (maďarsky: Magyar Dolgozók Pártja) byla stalinistická komunistická strana existující v Maďarsku v letech 1948–1956 a uzurpující si prakticky veškerou moc v zemi. 

## Historie
Strana vznikla sloučením Maďarské komunistické strany (Magyar Kommunista Párt) a Sociálnědemokratické strany (Szociáldemokrata Párt). Ke sloučení došlo v důsledku masivního tlaku, který na sociální demokraty vyvíjeli jak maďarští komunisté, tak Sovětský svaz. Jiné menší legální maďarské politické strany mohly pokračovat jako nezávislé koaliční strany až do konce roku 1949, než byly zcela podřízeny MDP. 
Téměř po celou dobu existence byla strana vedena Mátyásem Rákosim (1948–1956), v roce 1956 se pak v jejím čele vystřídali Ernő Gerő a János Kádár. Během maďarské revoluce v roce 1956 byla strana rozpuštěna okruhem komunistů kolem Kádára a Imre Nagye a nahradila jí Maďarská socialistická dělnická strana (Magyar Szocialista Munkáspárt). Po sovětské invazi již k institucionální změně nedošlo, jen stranu ovládl Kádár a zaujal jasné prosovětské stanovisko.